# Wagen von Compiègne

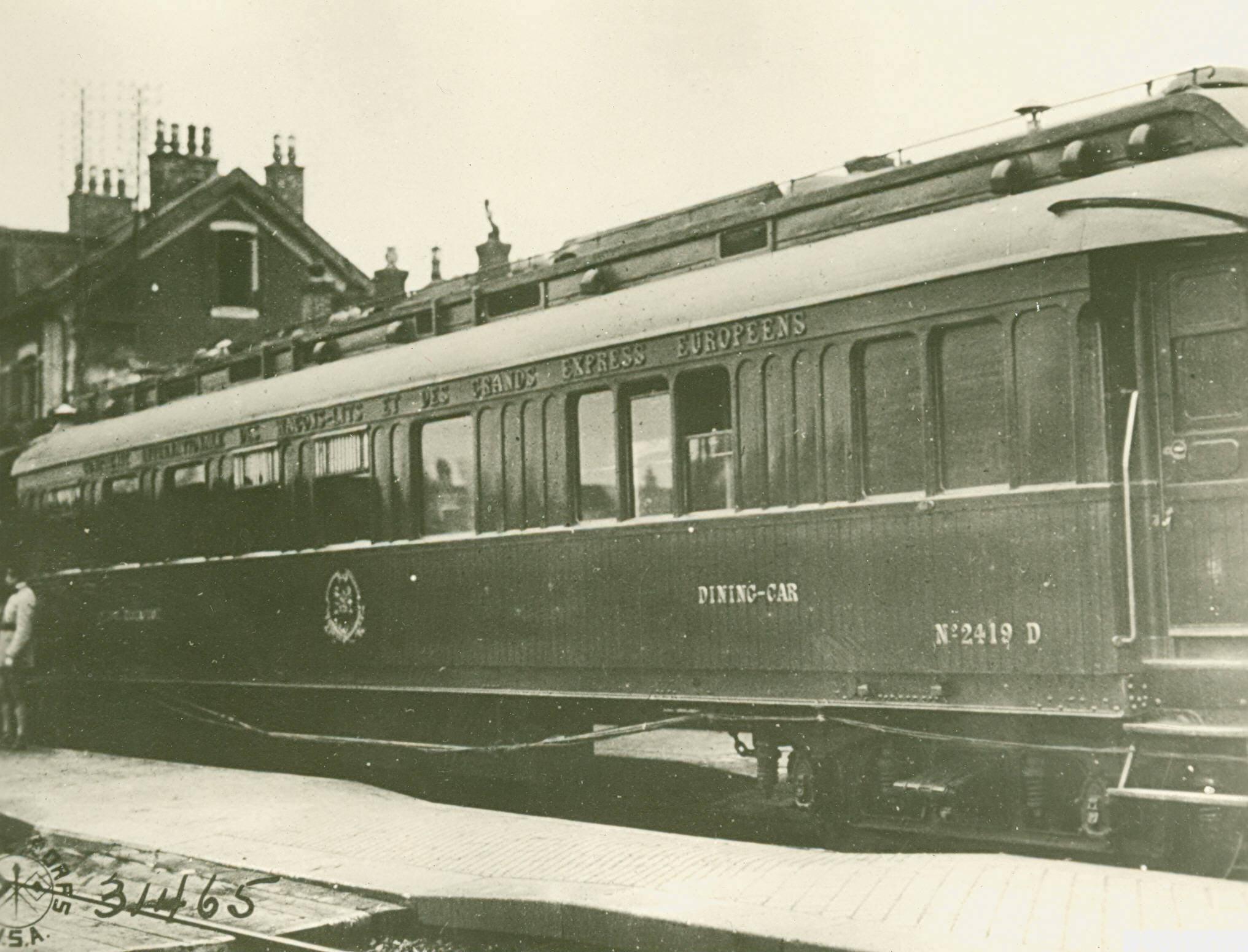
Der Wagen 2419 D im Zug Marschall Fochs (1918)

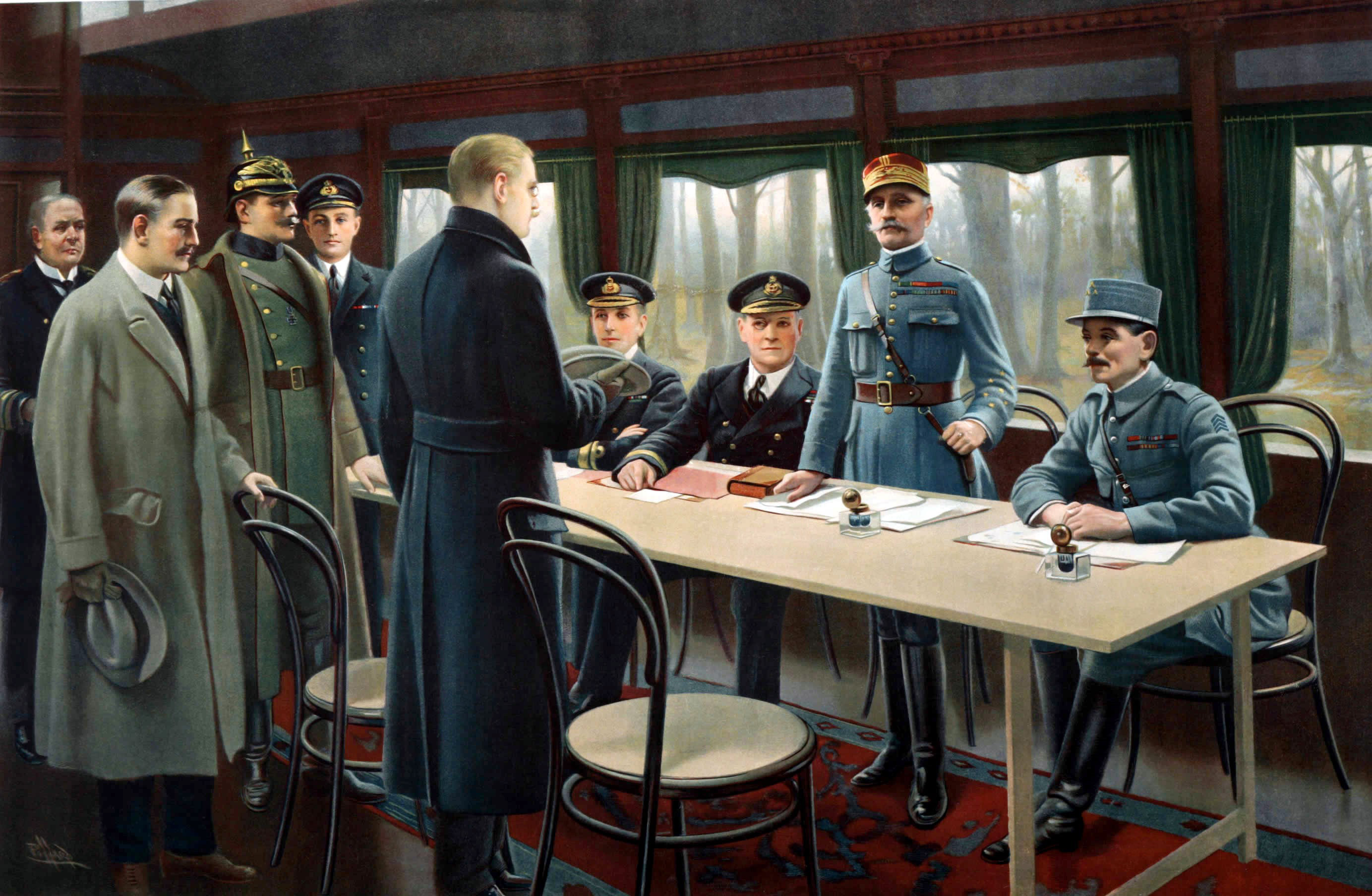
Verabschiedung nach der Unterzeichnung des Waffenstillstandsabkommens. Hinter dem Tisch, von rechts: die Franzosen General Maxime Weygand und Marschall Ferdinand Foch (stehend), die britischen Marineoffiziere Rosslyn Wemyss, George Hope und Jack Marriott (links neben dem Tisch stehend). Davor stehend von rechts nach links die Deutschen Staatssekretär Matthias Erzberger, Generalmajor Detlof von Winterfeldt (mit Pickelhaube), Alfred von Oberndorff vom Auswärtigen Amt und Kapitän zur See Ernst Vanselow.

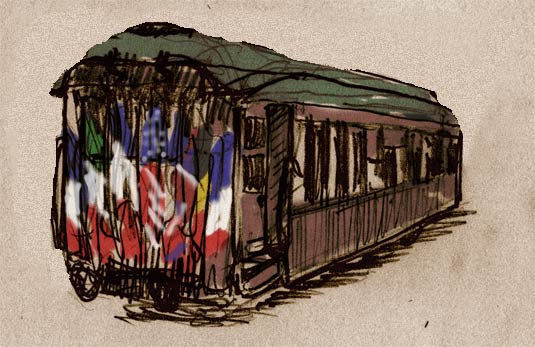
Wagen von Compiègne im Armeemuseum in Paris

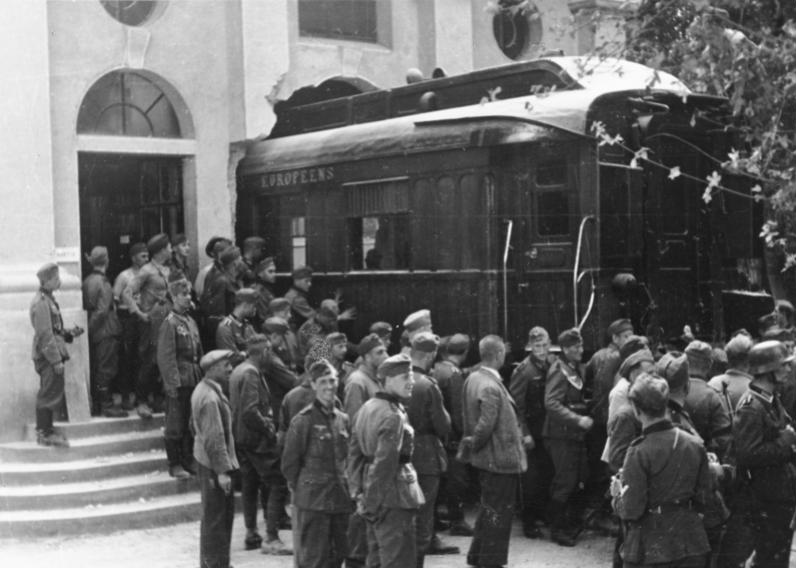
Der Wagen wird 1940 aus dem Museumsgebäude geholt, wozu die Wand auf der Frontseite teilweise herausgebrochen werden musste

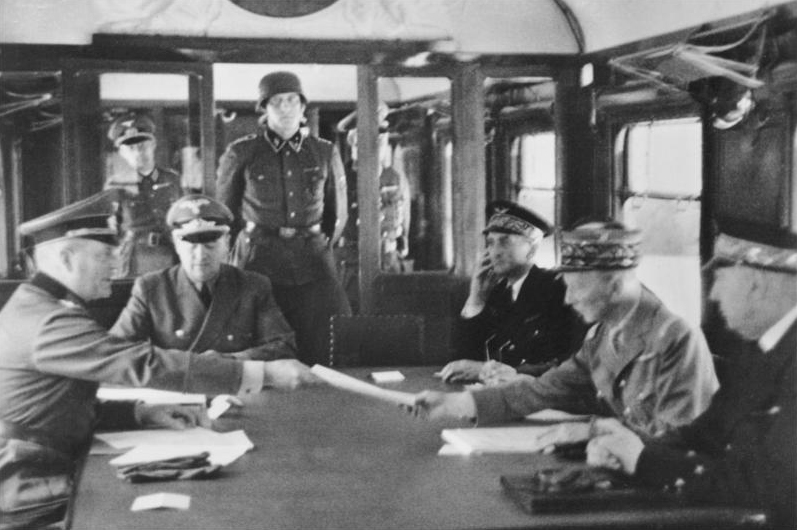
Wilhelm Keitel überreicht Waffenstillstandsbedingungen an General Charles Huntziger

Der Wagen von Compiègne war der ehemalige Speisewagen und spätere Salonwagen, in dem im November 1918 auf der Lichtung bei Compiègne die Beendigung der Kampfhandlungen zwischen dem Deutschen Kaiserreich und den Streitkräften der Entente vereinbart wurde (Erster Waffenstillstand von Compiègne). Im Juni 1940 wurde die Kapitulation Frankreichs gegenüber dem Deutschen Reich ebenfalls dort und im selben Wagen unterzeichnet (Zweiter Waffenstillstand von Compiègne).

## Geschichte

### Erster Weltkrieg und die Folgen
Der Speisewagen mit der Nr. 2419 D wurde 1914 in Saint-Denis mit 21 gleichartigen Wagen für die Compagnie Internationale des Wagons-Lits (CIWL) in deren Werkstätten gebaut, am 20. Mai ausgeliefert und war als solcher vom 4. Juni bis 3. August 1914 fahrplanmäßig im Einsatz. Er gehörte zur Bauart der sogenannten CIWL-Teakholzwagen.
Mit Kriegsbeginn stellte man den Wagen zunächst auf dem Bahnhof Champ de Mars - Tour Eiffel, später in Clichy ab. Im Juli 1915 lief er wieder zwischen Paris und Le Mans, nach einer Revision in Saint-Denis wurde er weiter planmäßig auf von Paris abgehenden Strecken verwendet.
Im Herbst 1918 zog die Direktion der CIWL den Speisewagen zur Bildung eines Befehlszuges für den Generalstab von Marschall Foch heran und ließ ihn zuvor zu dessen Büro umbauen. Der Wagen wurde in einen größeren und einen kleineren Saal aufgeteilt, der größere enthielt einen 2,5 × 1,5 m² großen Tisch. Die Übergabe an den Generalstab erfolgte am 29. Oktober 1918 in Senlis. Der Zug bestand darüber hinaus aus einem Schlafwagen und einem Salonwagen und als Schutzwagen waren an jedem Ende des Zuges ein Packwagen eingestellt. Der Marschall nutzte diesen Zug von Ende Oktober 1918 bis zum September 1919.
Am 11. November 1918 wurde nach vier Tagen Verhandlung in diesem mobilen Büro des Oberkommandierenden der Entente der Waffenstillstand von Compiègne unterzeichnet, der den Ersten Weltkrieg beendete. Damit wurde der 2419 D zum „Wagen von Compiègne“. Marschall Foch verwendete den Wagen auch bei den Waffenstillstandsverhandlungen am 16. Dezember 1918, am 13. Januar und 16. Februar sowie am 13. und 14. April 1919 in Spa. Im September 1919 hob die Armee die Beschlagnahme auf. Die CIWL schenkte das Fahrzeug auf eine Weisung von General Joseph Gassouin im September 1919 der Französischen Republik. Georges Clemenceau nahm das „Geschenk“ am 7. Oktober 1919 an, die CIWL strich den Wagen am 3. Januar 1920 aus ihrer Bestandsliste. Der Staat baute das Fahrzeug zunächst wieder zum Speisewagen zurück und setzte ihn vorübergehend im Präsidentenzug ein, unter anderem speiste in ihm am 8. Dezember 1920 Präsident Alexandre Millerand mit vielen Ehrengästen auf der Fahrt nach Verdun, wo er den Bajonettgraben als nationale Gedenkstätte einweihte.
Dann wurde der Wagen nochmals umgebaut, dieses Mal auf den Stand, den er am 11. November 1918 hatte, und im Ehrenhof des Armeemuseums in Paris aufgestellt. Dazu mussten, weil er zu breit war, einige Säulen im Bereich der Einfahrt des Hôtel des Invalides, wo das Museum untergebracht ist, vorübergehend ausgehöhlt werden. Dort blieb er vom 29. April 1921 bis zum 8. April 1927, verwitterte aber zusehends. Das Museum hatte angeblich nicht die Mittel, ihn zu restaurieren.
Auf Initiative des Bürgermeisters von Compiègne und mit der Unterstützung des US-Amerikaners Arthur Henry Fleming wurde der Wagen restauriert und in einem eigens erstellten Museumsgebäude auf der Clairière de l’Armistice untergebracht. Am 9. April 1927 wurde der Wagen vom Ehrenhof des Invalidendoms nach Rethondes überführt. Von dort wurde er am 11. November 1927 in eine eigens errichtete Museumshalle rund 85 Meter von der Stelle, an der die Vertragsunterzeichnung stattgefunden hatte, auf denselben Gleisen überführt.

### Zweiter Weltkrieg und die Folgen
Zur Unterzeichnung des Waffenstillstands zwischen dem Deutschen Reich und Frankreich am 22. Juni 1940 ließ Hitler das Fahrzeug aus dem Museumsgebäude herausholen, wozu die Wand auf der Frontseite teilweise herausgebrochen werden musste, und wieder auf den Standort des Waffenstillstands von 1918 stellen. Anschließend wurde der Wagen auf der Straße nach Crépy-en-Valois gebracht.
Von dort überführten ihn Eisenbahnpioniere auf der Schiene über Köln und Hannover nach Berlin, bei seinen Zwischenhalten erregte er großes Interesse. Der in „einwandfreiem Zustand“ befindliche Wagen traf am 7. Juli 1940 (dem Tag des „Führereinzuges“) unbeschädigt in Berlin ein und erhielt „[b]is zur endgültigen Regelung seiner Aufstellung“ auf dem Anhalter Güterbahnhof einen vorläufigen Standplatz.
Auf Anordnung Hitlers wurde der Wagen von Compiègne am „Tag der Wehrmacht“ 1941 (23. März) zur Besichtigung durch die Bevölkerung im Lustgarten aufgestellt. Der Transport auf den Berliner Straßen (sogar durch das Brandenburger Tor) erfolgte mit einem Straßenroller von Culemeyer.
Danach wurde der Wagen in einem Schuppen untergestellt. 1944 kam er nach Thüringen, wurde zuerst in Ruhla abgestellt und später über Gotha nach Crawinkel, nahe der Stollenanlage Jonastal, gefahren. Dort wurde er wahrscheinlich im März 1945 angesichts der heranrückenden US-Armee mutmaßlich von der SS zerstört. Es gibt aber ebenso andere Meinungen, dass der Wagen durch einen Flugzeugangriff, ehemalige Gefangene des Zwangsarbeitslagers Ohrdruf oder durch die Zivilbevölkerung zerstört worden sein könnte. Für die letzten beiden Versionen sprechen Zeugenaussagen, denen zufolge der Wagen erst im April in Brand gesteckt worden sein soll, als die amerikanische 89th Infantry Division Ohrdruf schon besetzt hatte.

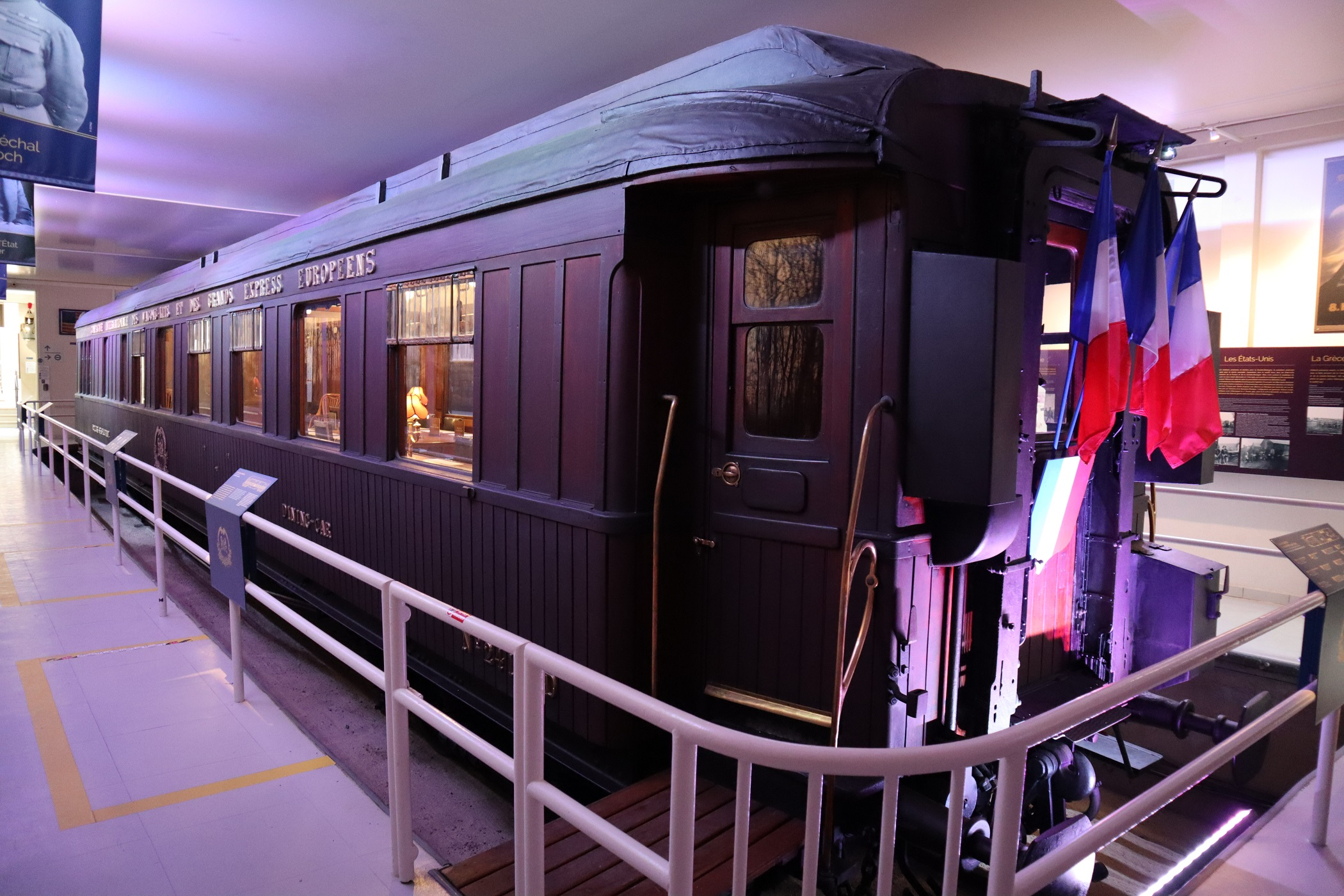
Baugleicher Waggon im Museum von Compiègne

Auf der Clairière de l’Armistice wurde am 16. September 1950 ein Wagen aus derselben Baureihe (ursprüngliche Nummer: 2439) aufgestellt, dieser war auch Teil von Marschall Fochs Zug gewesen.

## Verbleib des Wracks nach 1945
Der Unterbau des Wagens hat vermutlich den Brand überstanden und wurde nach Kriegsende in der SBZ bzw. DDR zu einem Werkswagen umgebaut. Nach einer Nutzungspause wurde der Wagen in den 1970er-Jahren erneut umgebaut und als Werkswagen Nr. 17 im Weichenwerk von Gotha eingesetzt; aufgrund seiner weichen Federung erhielt er den Spitznamen Kanapee. Einziges Indiz der Herkunft des Wagenunterbaus waren eingegossene Buchstaben in den Achslager-Deckeln. Nach einem Schaden wurde der Wagen 1986 verschrottet.

## Impressionen aus Crawinkel und Compiègne

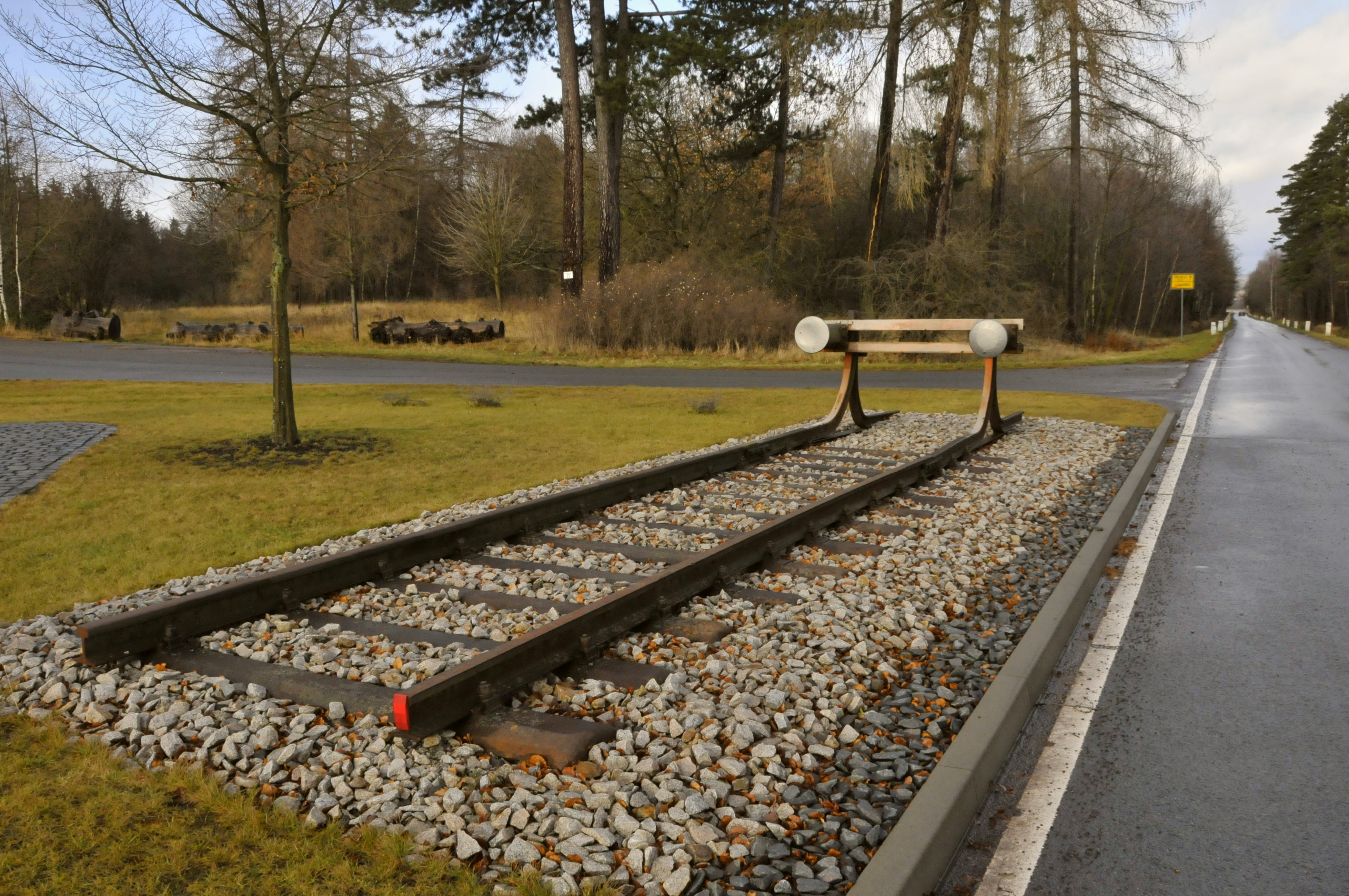
Prellbock und …
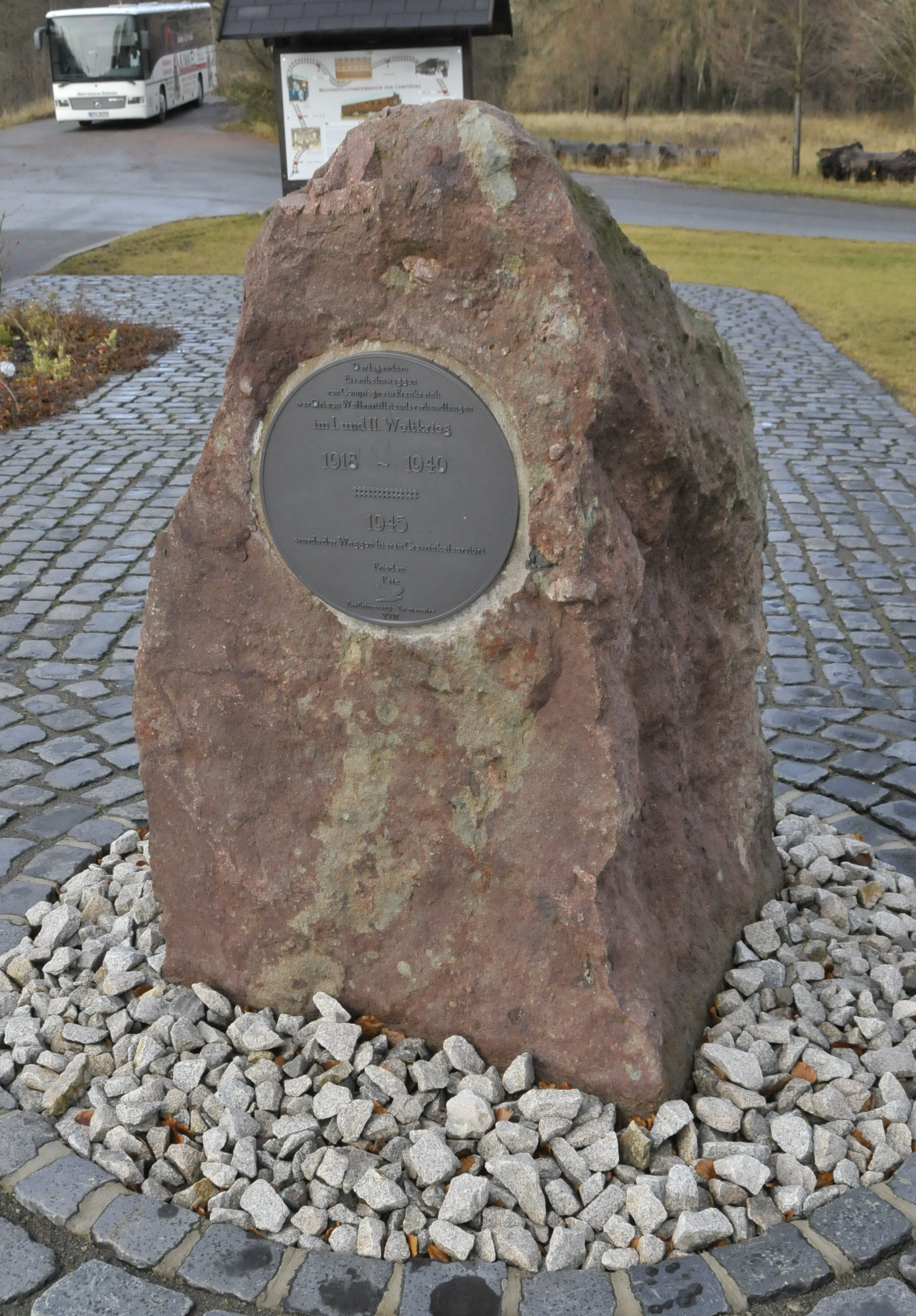
… Gedenkstein mit Plakette …
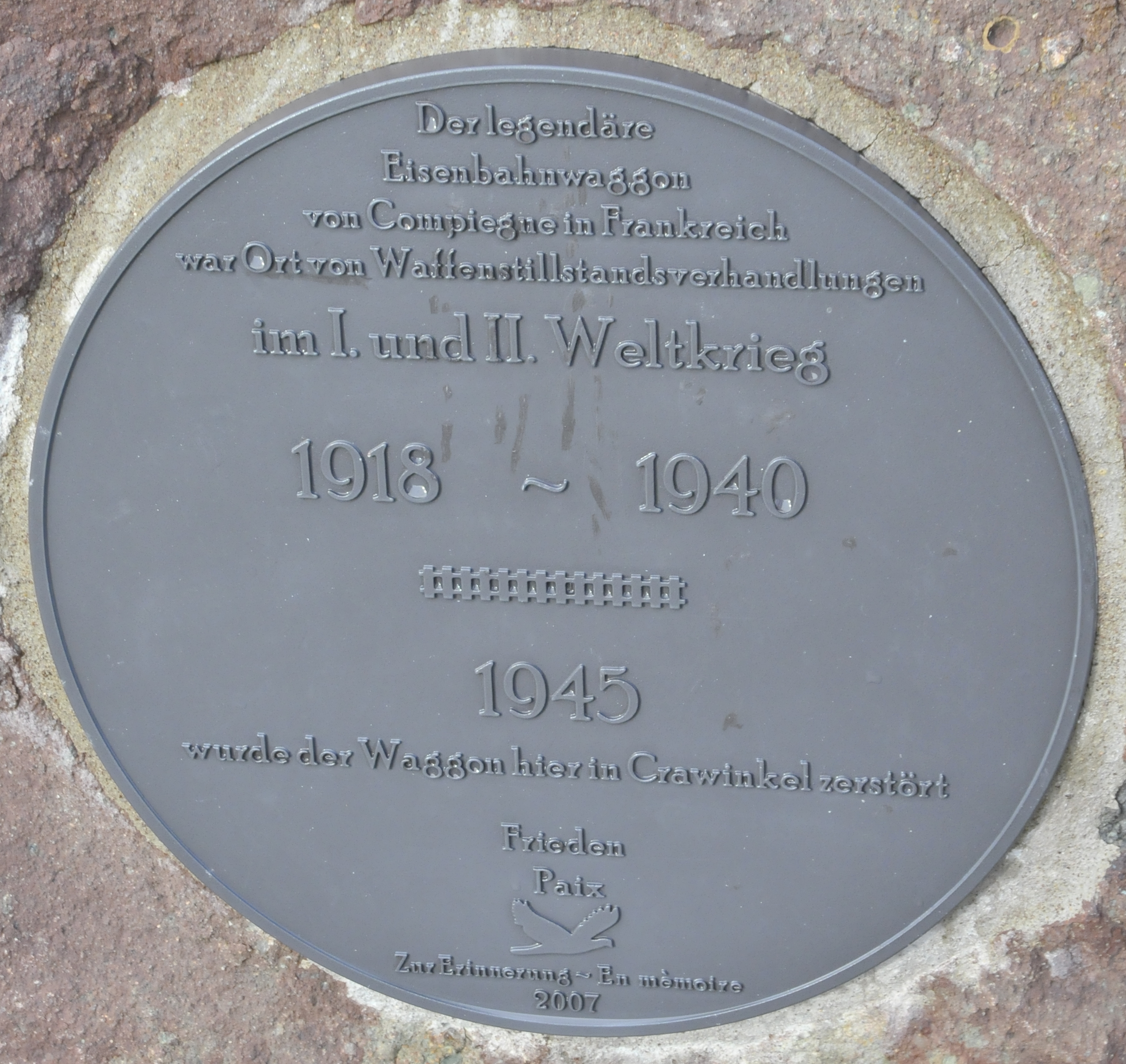
… zur Erinnerung an den letzten Standort des Waggons in Crawinkel
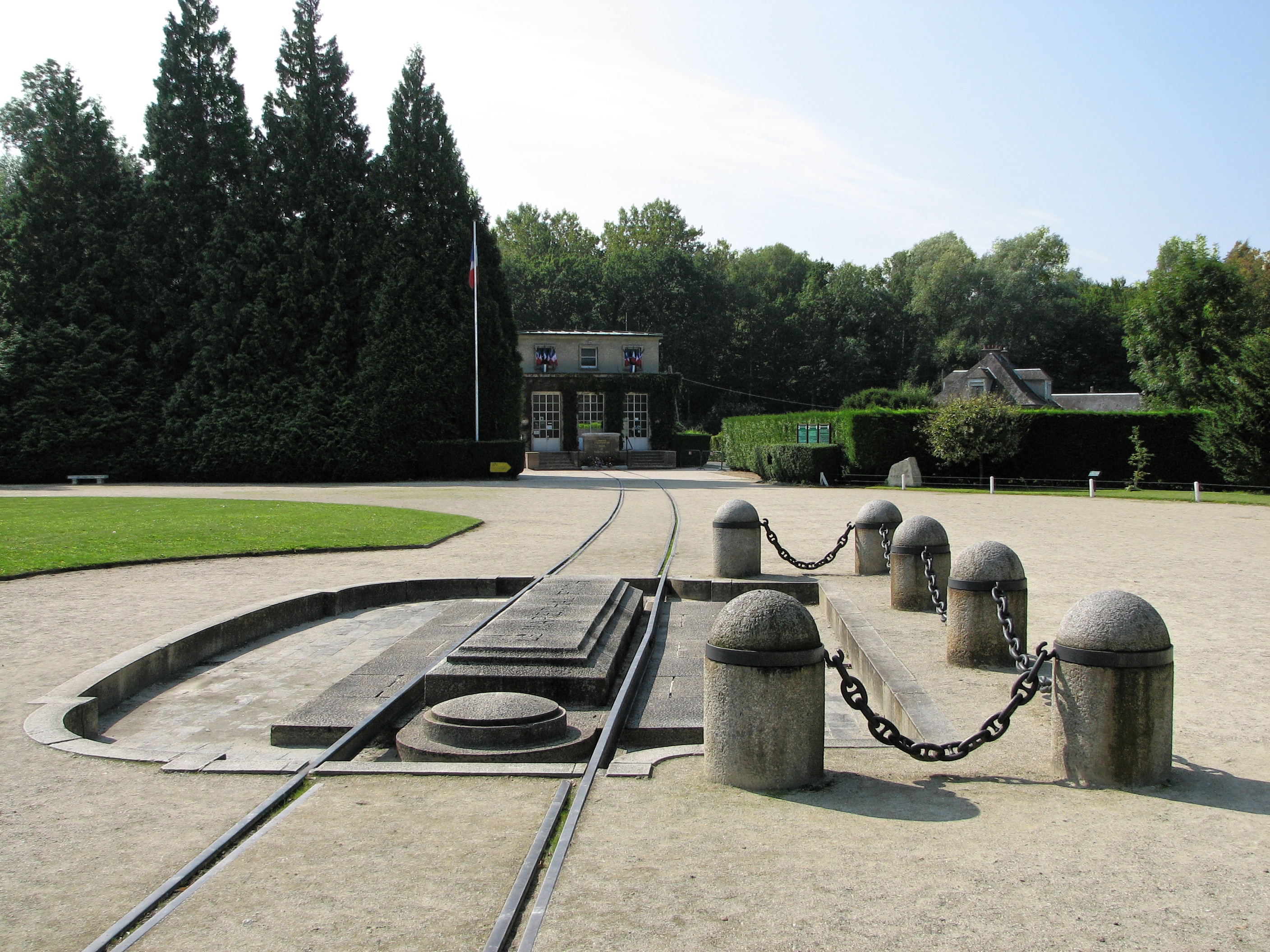
Standplatz des Waggons im Wald von Compiègne
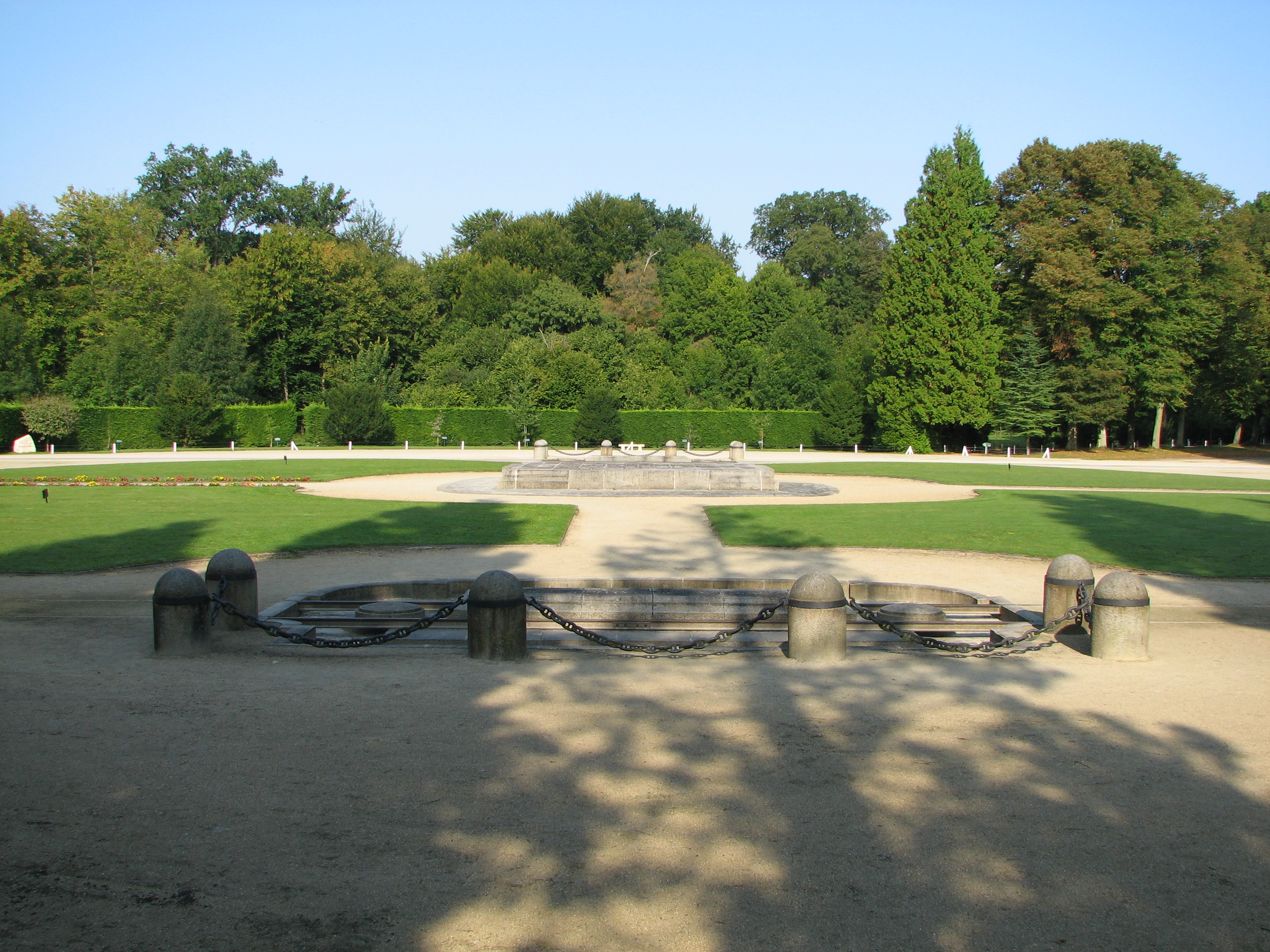
Blick auf die Gedenktafel in der Mitte des Platzes und auf den gegenüberliegenden Standort des deutschen Delegationwaggons
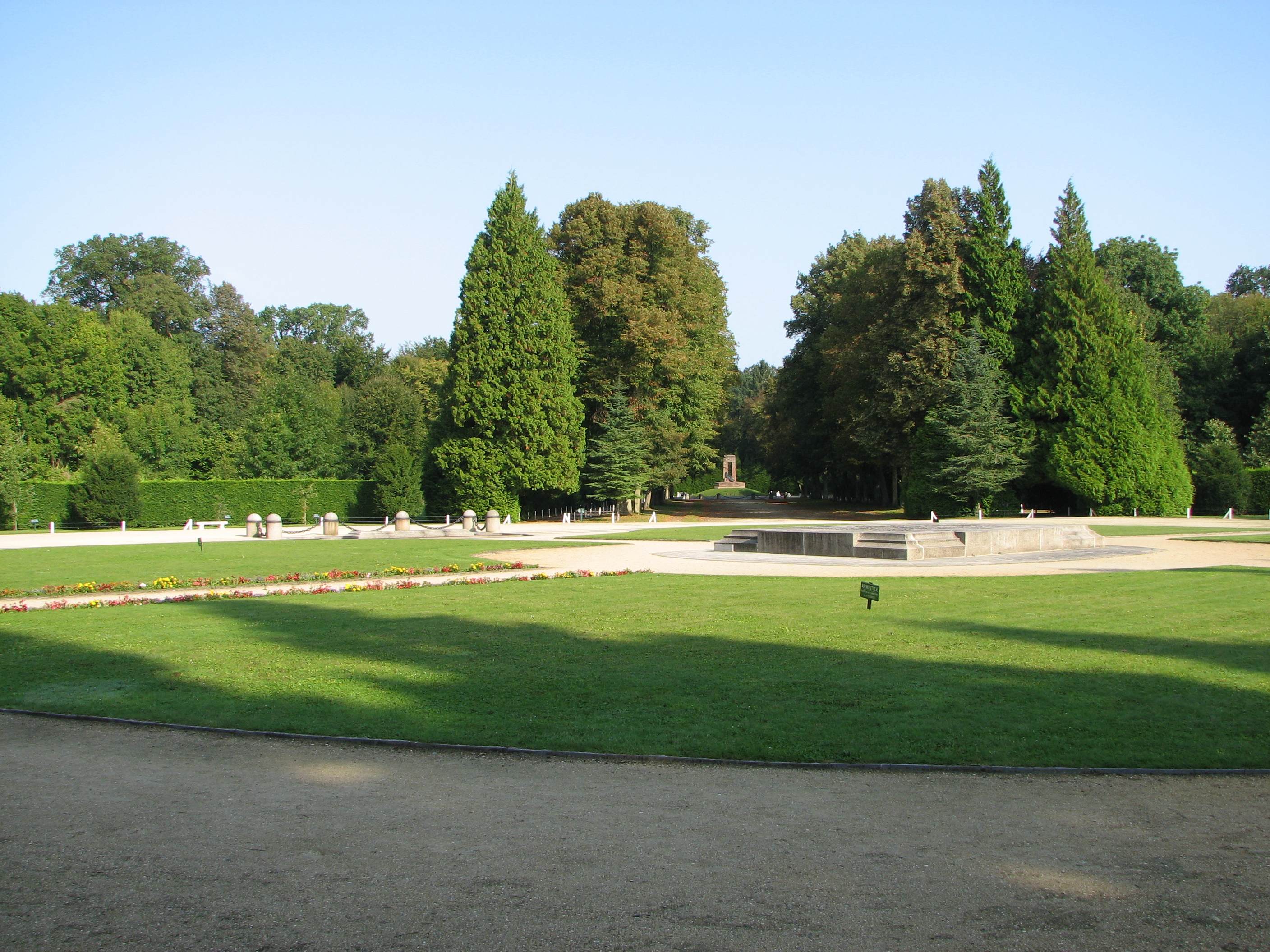
Blick von der anderen Seite, im Hintergrund das Denkmal von Elsass-Lothringen